# Lumby (Columbia Británica)
Lumby es un pueblo canadiense situado en la provincia de Columbia Británica.

## Superficie
Lumby tiene una superficie de 5,93 km².

## Demografía
En 2021, tenía 2063 habitantes, una densidad poblacional de 347,7 hab./km², y 861 viviendas.